# Çetin Alp
Çetin Küçükarslan, más conocido por su nombre artístico, Çetin Alp (21 de junio de 1947 – 18 de mayo de 2004), fue un cantante turco.

## Vida
Nació en Malatya, Anatolia Oriental. Alp se casó tres veces, de las cuales la primera fue con Ergül Kuğuoğlu. De este matrimonio nacieron dos hijas, Fulya y Filiz (n. 1970) y un hijo, Ahmet (n. 1976). Su segunda esposa fue Şermin Küçükaslan, de la que se divorció el 19 de noviembre de 1982. Posteriormente se casó con Suna Yıldızoğlu, este matrimonio duró 9 años. El artista, que tuvo problemas del corazón durante mucho tiempo, pocos años antes de morir la diagnosticaron problemas vasculares y se le instaló un estent en su corazón, sin embargo, su proceso curativo fue lento debido a que le faltaba un riñón.

## Carrera
inició su carrera artística en los años 1970 al ganar en el certamen Altın Ses. En aquellos años, grabó una canción griega escrita por Sezen Cumhur Önal. Aquella canción fue un gran éxito, vendió 500.000 copias, y ganó el disco de oro. Posteriormente se le conoció con Son Defa Görsem', que también alcanzó el éxito. Después trabajó con Yurdaer Doğulu y la orquesta de Zekai Apaydın, y con el objetivo de llegar a Eurovisión, ganó el tercer lugar en el 'World Singer Contest' en Los Ángeles. También consiguió la victoria en el concurso 'Golden Orfe' que tuvo lugar en Bulgaria en 1990. Prosiguió su carrera junto con su ex-esposa Suna Yıldızoğlu durante 9 años, y a pesar de haber publicado muchas canciones, no llegó a editar un álbum de estudio.

## Eurovisión
Su primer intento fue en 1979, presentándose a la fase preliminar para representar a Turquía, alcanzando el quinto puesto. Lo intentó de nuevo en 1983; esta vez ganó, cantando Opera (La Ópera), canción escrita por Aysel Gürel y Buğra Uğur, con el acompañamiento del grupo musical The Short Waves, así finalmente representaron a Turquía en el Festival de Eurovisión. Alp fue el objetivo de devastadoras críticas durante años a causa de su fracaso en el certamen, al no haber logrado un solo punto. Turquía logra su primera victoria en el festival en 2003, y al año siguiente, tres días antes de la final en Estambul del Festival de Eurovisión 2004, Alp perdió la vida a causa de un ataque al corazón. Una semana antes, en una entrevista que concedió a la TRT con motivo de Eurovisión 2004, explicó que "el triste resultado que recibió en Múnich fue para él un duro revés y no se sobrepuso durante años".

## Discografía

### Canciones
Topkapı Plak
- Sen Bir Yana, Dünya Bir Yana / Herşeyi Unutalım[7]
- Günah Bize / Meçhul Karanlık (1970)
- Ayrılık Yok Artık / Bir Gün Biter Demiştin (1972)

Yonca Plak
- Bir Kadeh Atınca Birşeyin Kalmaz / Hatıralar (1973)

Öncü Plak
- Çek Çek / Sana Ne Olmuş (1978)
- Elveda (1979 Eurovision Finale Katılan Şarkı) / Son Defa Görsem (1979)
- Son Olsun / Sonsuz Aşk (Suna Yıldızoğlu ile) (1981)

Diskotür Plak
- Opera (Türkçe) / Opera (İngilizce) (1983)

### Otros
- Son Defa (Concurso Musical Golden Pigeon en Kuşadası 1986)